# Oscar för bästa ljud
Nedan följer en lista över vinnare och nominerade av en Oscar för Bästa ljud, alternativt Bästa ljudinspelning, (Academy Award for Best Sound). Priset har delats ut sedan den 3:e Oscarsgalan, och delas ut till de personer eller studio som spelat in eller mixat fram det finaste eller mest eufoniska ljudet till en film. Det andra och tredje året som priset delades ut i den här kategorin, delades det inte ut till någon specifik film.
Vinnare presenteras överst i gul färg och fetstil, varpå övriga nominerade för samma år följer efter. Året avser det år som filmerna hade premiär i USA, varpå de tilldelades priset på galan året därpå.

## 1930-talet
| År                            | Film                                                    | Ljudregissör / Studio |
| 1929 / 1930 (3:e)             |                                                         |                       |
| ----------------------------- | ------------------------------------------------------- | --------------------- |
| 1929 / 1930 (3:e)             | The Big House                                           | Douglas Shearer       |
| 1929 / 1930 (3:e)             | Striden om sergeant Grischa                             | John Tribby           |
| 1929 / 1930 (3:e)             | Prinsgemålen                                            | Franklin Hansen       |
| 1929 / 1930 (3:e)             | Herr Raffles gör visit                                  | Oscar Lagerstrom      |
| 1929 / 1930 (3:e)             | Den röda flamman                                        | George Groves         |
| 1930 / 1931 (4:e)             |                                                         |                       |
| Ingen specifik film           | Paramount Publix Studio Sound Department                |                       |
| Ingen specifik film           | Samuel Goldwyn - United Artists Studio Sound Department |                       |
| Ingen specifik film           | Metro-Goldwyn-Mayer Studio Sound Department             |                       |
| Ingen specifik film           | RKO Radio Studio Sound Department                       |                       |
| 1931 / 1932 (5:e)             |                                                         |                       |
| Ingen specifik film           | Paramount Publix Studio Sound Department                |                       |
| Ingen specifik film           | Metro-Goldwyn-Mayer Studio Sound Department             |                       |
| Ingen specifik film           | RKO Radio Studio Sound Department                       |                       |
| Ingen specifik film           | Walt Disney                                             |                       |
| Ingen specifik film           | Warner Bros. - First National Studio Sound Department   |                       |
| 1932 / 1933 (6:e)             |                                                         |                       |
| Farväl till vapnen            | Franklin B. Hansen                                      |                       |
| 42:a gatan                    | Nathan Levinson                                         |                       |
| Gold Diggers 1933             | Nathan Levinson                                         |                       |
| Jag är en förrymd kedjefånge  | Nathan Levinson                                         |                       |
| 1934 (7:e)                    |                                                         |                       |
| Den sjungande Venus           | John Livadary                                           |                       |
| Älskaren från Florens         | Thomas T. Moulton                                       |                       |
| Cleopatra                     | Franklin B. Hansen                                      |                       |
| Flirtparaden                  | Nathan Levinson                                         |                       |
| Continental                   | Carl Dreher                                             |                       |
| Uppror mot livet              | Theodore Soderberg                                      |                       |
| Viva Villa!                   | Douglas Shearer                                         |                       |
| Den vita paraden              | E. H. Hansen                                            |                       |
| 1935 (8:e)                    |                                                         |                       |
| Marietta                      | Douglas Shearer                                         |                       |
| 1,000 Dollars a Minute        | Republic Studio Sound Department                        |                       |
| Frankensteins brud            | Gilbert Kurland                                         |                       |
| Kapten Blod                   | Nathan Levinson                                         |                       |
| Mörkrets ängel                | Thomas T. Moulton                                       |                       |
| Blott en dröm                 | Carl Dreher                                             |                       |
| En Bengalisk lansiär          | Franklin B. Hansen                                      |                       |
| Älska mig evigt               | John Livadary                                           |                       |
| Glada musikanter              | E. H. Hansen                                            |                       |
| 1936 (9:e)                    |                                                         |                       |
| San Francisco                 | Douglas Shearer                                         |                       |
| Vildkatten från Mississippi   | E. H. Hansen                                            |                       |
| De tappra 600                 | Nathan Levinson                                         |                       |
| Varför byta männen hustru?    | Thomas T. Moulton                                       |                       |
| General Spanky                | Elmer A. Raguse                                         |                       |
| En gentleman kommer till stan | John Livadary                                           |                       |
| Texas Rangers                 | Franklin B. Hansen                                      |                       |
| Flickan från Paris            | J. O. Aalberg                                           |                       |
| Flickorna gör slag i saken    | Homer G. Tasker                                         |                       |
| 1937 (10:e)                   |                                                         |                       |
| Orkanen                       | Thomas T. Moulton                                       |                       |
| The Girl Said No              | A. E. Kaye                                              |                       |
| Näktergalen från Afrika       | John Aalberg                                            |                       |
| In Old Chicago                | E. H. Hansen                                            |                       |
| Emile Zolas liv               | Nathan Levinson                                         |                       |
| Bortom horisonten             | John Livadary                                           |                       |
| En gång i maj                 | Douglas Shearer                                         |                       |
| 100 man och en flicka         | Homer G. Tasker                                         |                       |
| Det spökar i sta'n            | Elmer A. Raguse                                         |                       |
| Nationens hjältar             | Loren L. Ryder                                          |                       |
| 1938 (11:e)                   |                                                         |                       |
| En cowboy och en lady         | Thomas T. Moulton                                       |                       |
| Sista brigaden                | Charles L. Lootens                                      |                       |
| Fyra döttrar                  | Nathan Levinson                                         |                       |
| Om jag vore kung              | Loren L. Ryder                                          |                       |
| Gentleman på luffen           | Elmer A. Raguse                                         |                       |
| Suez                          | Edmund H. Hansen                                        |                       |
| Kärleksduetten                | Douglas Shearer                                         |                       |
| Första svärmeriet             | Bernard B. Brown                                        |                       |
| Hans hemliga fru              | John Aalberg                                            |                       |
| Komedin om oss människor      | John Livadary                                           |                       |
| 1939 (12:e)                   |                                                         |                       |
| Morgondagen är vår            | Bernard B. Brown                                        |                       |
| Balalaika                     | Douglas Shearer                                         |                       |
| Borta med vinden              | Thomas T. Moulton                                       |                       |
| Adjö, Mr. Chips               | A. W. Watkins                                           |                       |
| Operettkungen                 | Loren L. Ryder                                          |                       |
| Ringaren i Notre Dame         | John Aalberg                                            |                       |
| Man of Conquest               | Charles L. Lootens                                      |                       |
| Mr Smith i Washington         | John Livadary                                           |                       |
| Möss och människor            | Elmer A. Raguse                                         |                       |
| Elizabeth och Essex           | Nathan Levinson                                         |                       |
| När regnet kom                | E. H. Hansen                                            |                       |

## 1940-talet
| År                          | Film                            | Ljudregissör       |
| 1940 (13:e)                 |                                 |                    |
| --------------------------- | ------------------------------- | ------------------ |
| 1940 (13:e)                 | Vi jazzkungar                   | Douglas Shearer    |
| 1940 (13:e)                 | Kriminalreporterns bragd        | Charles L. Lootens |
| 1940 (13:e)                 | Piratskeppet                    | Elmer A. Raguse    |
| 1940 (13:e)                 | Vredens druvor                  | E. H. Hansen       |
| 1940 (13:e)                 | En hjälte i Virginia            | Jack Whitney       |
| 1940 (13:e)                 | Kitty Foyle – ung modern kvinna | John Aalberg       |
| 1940 (13:e)                 | Hjälteskvadronen                | Loren L. Ryder     |
| 1940 (13:e)                 | Vår lilla stad                  | Thomas T. Moulton  |
| 1940 (13:e)                 | Slaghöken                       | Nathan Levinson    |
| 1940 (13:e)                 | Vårparaden                      | Bernard B. Brown   |
| 1940 (13:e)                 | En herre för mycket             | John Livadary      |
| 1941 (14:e)                 |                                 |                    |
| Lady Hamilton               | Jack Whitney                    |                    |
| Handen på hjärtat           | Bernard B. Brown                |                    |
| Jag stannar över natten     | Thomas T. Moulton               |                    |
| Min hjälte                  | Douglas Shearer                 |                    |
| En sensation                | John Aalberg                    |                    |
| The Devil Pays Off          | Charles Lootens                 |                    |
| Jag minns min gröna dal     | E. H. Hansen                    |                    |
| Dansen är mitt liv          | John Livadary                   |                    |
| Sergeant York               | Nathan Levinson                 |                    |
| Lärkan i skyn               | Loren Ryder                     |                    |
| En förbryllande natt        | Elmer Raguse                    |                    |
| 1942 (15:e)                 |                                 |                    |
| Yankee Doodle Dandy         | Nathan Levinson                 |                    |
| Tusen och en natt           | Bernard B. Brown                |                    |
| Bambi                       | Sam Slyfield                    |                    |
| De flygande tigrarna        | Daniel Bloomberg                |                    |
| Friendly Enemies            | Jack Whitney                    |                    |
| Guldfeber                   | James Fields                    |                    |
| Mrs. Miniver                | Douglas Shearer                 |                    |
| Baronessan går under jorden | Steve Dunn                      |                    |
| Bragdernas man              | Thomas T. Moulton               |                    |
| Två glada sjömän i Marocko  | Loren Ryder                     |                    |
| Över allt förnuft           | E. H. Hansen                    |                    |
| Bröllop i Buenos Aires      | John Livadary                   |                    |
| 1943 (16:e)                 |                                 |                    |
| De stulo mitt land          | Stephen Dunn                    |                    |
| Skräckdagar i Prag          | Jack Whitney                    |                    |
| Den stora oljerushen        | Daniel J. Bloomberg             |                    |
| Madame Curie                | Douglas Shearer                 |                    |
| Överraskade i gryningen     | Thomas T. Moulton               |                    |
| Fantomen på Stora Operan    | Bernard B. Brown                |                    |
| Hallå, du gamle indian!     | Loren L. Ryder                  |                    |
| Sahara                      | John Livadary                   |                    |
| Saludos Amigos              | C. O. Slyfield                  |                    |
| So This Is Washington       | J. L. Fields                    |                    |
| Sången om Bernadette        | E. H. Hansen                    |                    |
| Irving Berlins paradrevy    | Nathan Levinson                 |                    |
| 1944 (17:e)                 |                                 |                    |
| Wilson                      | E. H. Hansen                    |                    |
| Brazil                      | Daniel J. Bloomberg             |                    |
| Casanova ordnar allt        | Thomas T. Moulton               |                    |
| Omslagsflickan              | John Livadary                   |                    |
| Kvinna utan samvete         | Loren L. Ryder                  |                    |
| Hon som kom köksvägen       | Bernard B. Brown                |                    |
| Hollywood Canteen           | Nathan Levinson                 |                    |
| Det hände i morgon          | Jack Whitney                    |                    |
| Kalifen i Bagdad            | Douglas Shearer                 |                    |
| Manhattan rytm              | Stephen Dunn                    |                    |
| Rösten i stormen            | W. M. Dalgleish                 |                    |
| 1945 (18:e)                 |                                 |                    |
| Klockorna i S:t Mary        | Stephen Dunn                    |                    |
| Äventyr i San Francisco     | Daniel J. Bloomberg             |                    |
| Jag ger mig aldrig!         | Bernard B. Brown                |                    |
| Min är hämnden              | Thomas T. Moulton               |                    |
| Rhapsody in Blue            | Nathan Levinson                 |                    |
| Den stora drömmen           | John P. Livadary                |                    |
| Sydstataren                 | Jack Whitney                    |                    |
| De skulle offras            | Douglas Shearer                 |                    |
| Tre Caballeros              | C. O. Slyfield                  |                    |
| 3 måste man vara            | W. V. Wolfe                     |                    |
| Skuggan                     | Loren L. Ryder                  |                    |
| Mirakelmannen               | Gordon E. Sawyer                |                    |
| 1946 (19:e)                 |                                 |                    |
| Al Jolson                   | John Livadary                   |                    |
| De bästa åren               | Gordon E. Sawyer                |                    |
| Livet är underbart          | John Aalberg                    |                    |
| 1947 (20:e)                 |                                 |                    |
| Ängel på prov               | Gordon E. Sawyer                |                    |
| Gröna delfinens gata        | Douglas Shearer                 |                    |
| Al Capones banemän          | Jack R. Whitney                 |                    |
| 1948 (21:a)                 |                                 |                    |
| Ormgropen                   | Thomas T. Moulton               |                    |
| Våld i mörker               | Col. Nathan O. Levinson         |                    |
| Moonrise                    | Daniel J. Bloomberg             |                    |
| 1949 (22:a)                 |                                 |                    |
| Luftens örnar               | Thomas T. Moulton               |                    |
| Once More, My Darling       | Leslie I. Carey                 |                    |
| Nationens hjältar           | Daniel J. Bloomberg             |                    |

## 1950-talet
| År                            | Film                              | Ljudregissör / Studio |
| 1950 (23:e)                   |                                   |                       |
| ----------------------------- | --------------------------------- | --------------------- |
| 1950 (23:e)                   | Allt om Eva                       | Thomas T. Moulton     |
| 1950 (23:e)                   | Askungen                          | C. O. Slyfield        |
| 1950 (23:e)                   | Louisa                            | Leslie I. Carey       |
| 1950 (23:e)                   | Du är vår egen                    | Gordon E. Sawyer      |
| 1950 (23:e)                   | Trio                              | Cyril Crowhurst       |
| 1951 (24:e)                   |                                   |                       |
| The Great Caruso              | Douglas Shearer                   |                       |
| Jag vill ha dej!              | Gordon E. Sawyer                  |                       |
| Linje lusta                   | Col. Nathan Levinson              |                       |
| Biljett till Broadway         | John O. Aalberg                   |                       |
| Ny gryning                    | Leslie I. Carey                   |                       |
| 1952 (25:e)                   |                                   |                       |
| Svindlande rymder             | London Films Sound Department     |                       |
| H C Andersen                  | Gordon E. Sawyer                  |                       |
| En tusan till karl            | Pinewood Studios Sound Department |                       |
| Hans vilda fru                | Daniel J. Bloomberg               |                       |
| Med en sång i mitt hjärta     | Thomas T. Moulton                 |                       |
| 1953 (26:e)                   |                                   |                       |
| Härifrån till evigheten       | John P. Livadary                  |                       |
| Riddarna av runda bordet      | A. W. Watkins                     |                       |
| Högt spel i New Orleans       | Leslie I. Carey                   |                       |
| Världarnas krig               | Loren L. Ryder                    |                       |
| Västerns vilda dotter         | William A. Mueller                |                       |
| 1954 (27:e)                   |                                   |                       |
| Moonlight serenade            | Leslie I. Carey                   |                       |
| Brigadoon                     | Wesley C. Miller                  |                       |
| Myteriet på Caine             | John P. Livadary                  |                       |
| Fönstret åt gården            | Loren L. Ryder                    |                       |
| Susan sov hos mej             | John O. Aalberg                   |                       |
| 1955 (28:e)                   |                                   |                       |
| Oklahoma                      | Fred Hynes                        |                       |
| Skimrande dagar               | Carl W. Faulkner                  |                       |
| Dej ska jag ha!               | Wesley C. Miller                  |                       |
| Nattpermission                | William A. Mueller                |                       |
| Ej som en främling            | Watson Jones                      |                       |
| 1956 (29:e)                   |                                   |                       |
| Kungen och jag                | Carl Faulkner                     |                       |
| Gitano - den obesegrade       | John Myers                        |                       |
| Musik under stjärnorna        | John Livadary                     |                       |
| Folket i den lyckliga dalen   | Gordon R. Glennan                 |                       |
| De tio budorden               | Loren L. Ryder                    |                       |
| 1957 (30:e)                   |                                   |                       |
| Sayonara                      | George Groves                     |                       |
| Sheriffen i Dodge City        | George Dutton                     |                       |
| Les Girls                     | Wesley C. Miller                  |                       |
| Pal Joey                      | John P. Livadary                  |                       |
| Åklagarens vittne             | Gordon E. Sawyer                  |                       |
| 1958 (31:a)                   |                                   |                       |
| South Pacific                 | Fred Hynes                        |                       |
| Jag vill leva!                | Gordon E. Sawyer                  |                       |
| Tid att älska, dags att dö    | Leslie I. Carey                   |                       |
| Studie i brott                | George Dutton                     |                       |
| De unga lejonen               | Carl Faulkner                     |                       |
| 1959 (32:a)                   |                                   |                       |
| Ben-Hur                       | Franklin E. Milton                |                       |
| Resan till jordens medelpunkt | Carl Faulkner                     |                       |
| Misstänkt                     | A. W. Watkins                     |                       |
| Nunnan                        | George R. Groves                  |                       |
| Porgy and Bess                | Gordon E. Sawyer och Fred Hynes   |                       |

## 1960-talet
| År                                  | Film                                            | Ljudregissör / Studio / Ljudtekniker |
| 1960 (33:e)                         |                                                 |                                      |
| ----------------------------------- | ----------------------------------------------- | ------------------------------------ |
| 1960 (33:e)                         | Alamo                                           | Fred Hynes och Gordon E. Sawyer      |
| 1960 (33:e)                         | Ungkarlslyan                                    | Gordon E. Sawyer                     |
| 1960 (33:e)                         | Cimarron                                        | Franklin E. Milton                   |
| 1960 (33:e)                         | Pepe                                            | Charles Rice                         |
| 1960 (33:e)                         | Sunrise at Campobello                           | George R. Groves                     |
| 1961 (34:e)                         |                                                 |                                      |
| West Side Story                     | Gordon E. Sawyer och Fred Hynes                 |                                      |
| Ryktet                              | Gordon E. Sawyer                                |                                      |
| Karneval i San Francisco            | Waldon O. Watson                                |                                      |
| Kanonerna på Navarone               | John Cox                                        |                                      |
| Föräldrafällan                      | Robert O. Cook                                  |                                      |
| 1962 (35:e)                         |                                                 |                                      |
| Lawrence av Arabien                 | John Cox                                        |                                      |
| Äventyr i Paris                     | Robert O. Cook                                  |                                      |
| The Music Man                       | George R. Groves                                |                                      |
| Älskling, jag ger mej               | Waldon O. Watson                                |                                      |
| Vad hände med Baby Jane?            | Joseph Kelly                                    |                                      |
| 1963 (36:e)                         |                                                 |                                      |
| Så vanns vilda västern              | Franklin E. Milton                              |                                      |
| Bye Bye Birdie                      | Charles Rice                                    |                                      |
| Osynlig fiende                      | Waldon O. Watson                                |                                      |
| Cleopatra                           | James P. Corcoran                               |                                      |
| En ding, ding, ding, ding värld     | Gordon E. Sawyer                                |                                      |
| 1964 (37:e)                         |                                                 |                                      |
| My Fair Lady                        | George R. Groves                                |                                      |
| Becket                              | John Cox                                        |                                      |
| Stora Vargen anropar                | Waldon O. Watson                                |                                      |
| Mary Poppins                        | Robert O. Cook                                  |                                      |
| Colorados vilda dotter              | Franklin E. Milton                              |                                      |
| 1965 (38:e)                         |                                                 |                                      |
| Sound of Music                      | James P. Corcoran                               |                                      |
| Vånda och extas                     | James P. Corcoran                               |                                      |
| Doktor Zjivago                      | A. W. Watkins och Franklin E. Milton            |                                      |
| Den stora kapplöpningen jorden runt | George R. Groves                                |                                      |
| 7 tappra män                        | Waldon O. Watson                                |                                      |
| 1966 (39:e)                         |                                                 |                                      |
| Grand Prix                          | Franklin E. Milton                              |                                      |
| Högt spel i Orienten                | Waldon O. Watson                                |                                      |
| Hawaii                              | Gordon E. Sawyer                                |                                      |
| Kanonbåten San Pablo                | James P. Corcoran                               |                                      |
| Vem är rädd för Virginia Woolf?     | George R. Groves                                |                                      |
| 1967 (40:e)                         |                                                 |                                      |
| I nattens hetta                     | Samuel Goldwyn Studio                           |                                      |
| Camelot                             | Warner Bros.-Seven Arts Studio Sound Department |                                      |
| 12 fördömda män                     | Metro-Goldwyn-Mayer Studio Sound Department     |                                      |
| Dr. Dolittle                        | 20th Century-Fox Studio Sound Department        |                                      |
| Moderna Millie                      | Universal City Studio Sound Department          |                                      |
| 1968 (41:a)                         |                                                 |                                      |
| Oliver                              | Shepperton Studio                               |                                      |
| Bullitt                             | Warner Bros.-Seven Arts Studio Sound Department |                                      |
| Finian's Rainbow                    | Warner Bros.-Seven Arts Studio Sound Department |                                      |
| Funny Girl                          | Columbia Studio Sound Department                |                                      |
| Star!                               | 20th Century-Fox Studio Sound Department        |                                      |
| 1969 (42:a)                         |                                                 |                                      |
| Hello Dolly                         | Jack Solomon och Murray Spivack                 |                                      |
| De tusen dagarnas drottning         | John Aldred                                     |                                      |
| Butch Cassidy och Sundance Kid      | William Edmondson och David Dockendorf          |                                      |
| Chicago, Chicago                    | Robert Martin och Clem Portman                  |                                      |
| Marooned                            | Les Fresholtz och Arthur Piantadosi             |                                      |

## 1970-talet
| År                                       | Film                                                                             | Ljudtekniker                        |
| 1970 (43:e)                              |                                                                                  |                                     |
| ---------------------------------------- | -------------------------------------------------------------------------------- | ----------------------------------- |
| 1970 (43:e)                              | Patton – Pansargeneralen                                                         | Douglas Williams och Don Bassman    |
| 1970 (43:e)                              | Airport – flygplatsen                                                            | Ronald Pierce och David H. Moriarty |
| 1970 (43:e)                              | Ryans dotter                                                                     | Gordon K. McCallum och John Bramall |
| 1970 (43:e)                              | Tora! Tora! Tora!                                                                | Murray Spivack och Herman Lewis     |
| 1970 (43:e)                              | Woodstock                                                                        | Dan Wallin och L.A. Johnson         |
| 1971 (44:e)                              |                                                                                  |                                     |
| Spelman på taket                         | Gordon K. McCallum och David Hildyard                                            |                                     |
| Diamantfeber                             | Gordon K. McCallum, John W. Mitchell och Al Overton                              |                                     |
| French Connection – Lagens våldsamma män | Theodore Soderberg och Christopher Newman                                        |                                     |
| Kotch - livet är vad man gör det till    | Richard Portman och Jack Solomon                                                 |                                     |
| Maria Stuart - drottning av Skottland    | Bob Jones och John Aldred                                                        |                                     |
| 1972 (45:e)                              |                                                                                  |                                     |
| Cabaret                                  | Robert Knudson och David Hildyard                                                |                                     |
| Fri som fjärilen                         | Arthur Piantadosi och Charles T. Knight                                          |                                     |
| Bill McKay - utmanaren                   | Richard Portman och Gene S. Cantamessa                                           |                                     |
| Gudfadern                                | Charles Grenzbach, Richard Portman och Christopher Newman                        |                                     |
| SOS Poseidon                             | Theodore Soderberg och Herman Lewis                                              |                                     |
| 1973 (46:e)                              |                                                                                  |                                     |
| Exorcisten                               | Robert Knudson och Chris Newman                                                  |                                     |
| Operation Alpha                          | Richard Portman och Larry Jost                                                   |                                     |
| Paper Chase - betygsjakten               | Donald O. Mitchell och Larry Jost                                                |                                     |
| Paper Moon                               | Richard Portman och Les Fresholtz                                                |                                     |
| Blåsningen                               | Ronald Pierce och Robert R. Bertrand                                             |                                     |
| 1974 (47:e)                              |                                                                                  |                                     |
| Jordbävningen                            | Ronald Pierce och Melvin Metcalfe, Sr.                                           |                                     |
| Chinatown                                | Charles Grenzbach och Larry Jost                                                 |                                     |
| Avlyssningen                             | Walter Murch och Art Rochester                                                   |                                     |
| Skyskrapan brinner!                      | Theodore Soderberg och Herman Lewis                                              |                                     |
| Det våras för Frankenstein               | Richard Portman och Gene Cantamessa                                              |                                     |
| 1975 (48:e)                              |                                                                                  |                                     |
| Hajen                                    | Robert L. Hoyt, Roger Heman, Earl Madery och John Carter                         |                                     |
| De red för livet                         | Arthur Piantadosi, Les Fresholtz, Richard Tyler och Al Overton Jr.               |                                     |
| Funny Lady                               | Richard Portman, Don MacDougall, Curly Thirlwell och Jack Solomon                |                                     |
| Hindenburg                               | Leonard Peterson, John A. Bolger Jr., John L. Mack och Don Sharpless             |                                     |
| Vinden och lejonet                       | Harry W. Tetrick, Aaron Rochin, William L. McCaughey och Roy Charman             |                                     |
| 1976 (49:e)                              |                                                                                  |                                     |
| Alla presidentens män                    | Arthur Piantadosi, Les Fresholtz, Rick Alexander och Jim Webb                    |                                     |
| King Kong                                | Harry W. Tetrick (postumt), William L. McCaughey, Aaron Rochin och Jack Solomon  |                                     |
| Rocky                                    | Harry W. Tetrick (postumt), William McCaughey, Lyle J. Burbridge och Bud Alper   |                                     |
| Chicago-expressen                        | Donald O. Mitchell, Douglas O. Williams, Richard Tyler och Harold M. Etherington |                                     |
| En stjärna föds                          | Robert Knudson, Dan Wallin, Robert Glass och Tom Overton                         |                                     |
| 1977 (50:e)                              |                                                                                  |                                     |
| Stjärnornas krig                         | Don MacDougall, Ray West, Bob Minkler och Derek Ball                             |                                     |
| Närkontakt av tredje graden              | Robert Knudson, Robert Glass, Don MacDougall och Gene S. Cantamessa              |                                     |
| Djupet                                   | Walter Goss, Rick Alexander, Tom Beckert och Robin Gregory                       |                                     |
| Fruktans lön                             | Robert Knudson, Robert Glass, Richard Tyler och Jean-Louis Ducarme               |                                     |
| Vändpunkten                              | Theodore Soderberg, Paul Wells, Douglas O. Williams och Jerry Jost               |                                     |
| 1978 (51:a)                              |                                                                                  |                                     |
| Deer Hunter                              | Richard Portman, William McCaughey, Aaron Rochin och Darin Knight                |                                     |
| Buddy Holly - en rocklegend              | Tex Rudloff, Joel Fein, Curly Thirlwell och Willie D. Burton                     |                                     |
| Himmelska dagar                          | John Wilkinson, Robert W. Glass Jr., John T. Reitz och Barry Thomas              |                                     |
| Ingen blåser Hooper                      | Robert Knudson, Robert Glass, Don MacDougall och Jack Solomon                    |                                     |
| Superman – The Movie                     | Gordon K. McCallum, Graham V. Hartstone, Nicolas Le Messurier och Roy Charman    |                                     |
| 1979 (52:a)                              |                                                                                  |                                     |
| Apocalypse                               | Walter Murch, Mark Berger, Richard Beggs och Nat Boxer                           |                                     |
| 1941 – Ursäkta, var är Hollywood?        | Robert Knudson, Robert Glass, Don MacDougall och Gene S. Cantamessa              |                                     |
| Den självlysande ryttaren                | Arthur Piantadosi, Les Fresholtz, Michael Minkler och Al Overton Jr.             |                                     |
| Meteor                                   | William L. McCaughey, Aaron Rochin, Michael J. Kohut och Jack Solomon            |                                     |
| The Rose                                 | Theodore Soderberg, Douglas O. Williams, Paul Wells och James E. Webb            |                                     |

## 1980-talet
| År                                    | Film                                                                              | Ljudtekniker                                                            |
| 1980 (53:e)                           |                                                                                   |                                                                         |
| ------------------------------------- | --------------------------------------------------------------------------------- | ----------------------------------------------------------------------- |
| 1980 (53:e)                           | Rymdimperiet slår tillbaka                                                        | Bill Varney, Steve Maslow, Gregg Landaker och Peter Sutton              |
| 1980 (53:e)                           | Experimentet                                                                      | Arthur Piantadosi, Les Fresholtz, Michael Minkler och Willie D. Burton  |
| 1980 (53:e)                           | Loretta                                                                           | Richard Portman, Roger Heman Jr. och James R. Alexander                 |
| 1980 (53:e)                           | Fame                                                                              | Michael J. Kohut, Aaron Rochin, Jay M. Harding och Christopher Newman   |
| 1980 (53:e)                           | Tjuren från Bronx                                                                 | Donald O. Mitchell, Bill Nicholson, David J. Kimball och Les Lazarowitz |
| 1981 (54:e)                           |                                                                                   |                                                                         |
| Jakten på den försvunna skatten       | Bill Varney, Steve Maslow, Gregg Landaker och Roy Charman                         |                                                                         |
| Sista sommaren                        | Richard Portman och David M. Ronne                                                |                                                                         |
| Outland                               | John Wilkinson, Robert W. Glass Jr., Robert Thirlwell och Robin Gregory           |                                                                         |
| Pennies from Heaven                   | Michael J. Kohut, Jay M. Harding, Richard Tyler och Al Overton Jr.                |                                                                         |
| Reds                                  | Dick Vorisek, Tom Fleischman och Simon Kaye                                       |                                                                         |
| 1982 (55:e)                           |                                                                                   |                                                                         |
| E.T. the Extra-Terrestrial            | Robert Knudson, Robert Glass, Don Digirolamo och Gene Cantamessa                  |                                                                         |
| Das Boot                              | Milan Bor, Trevor Pyke och Mike Le Mare                                           |                                                                         |
| Gandhi                                | Gerry Humphreys, Robin O'Donoghue, Jonathan Bates och Simon Kaye                  |                                                                         |
| Tootsie                               | Arthur Piantadosi, Les Fresholtz, Rick Alexander och Les Lazarowitz               |                                                                         |
| Tron                                  | Michael Minkler, Bob Minkler, Lee Minkler och James LaRue                         |                                                                         |
| 1983 (56:e)                           |                                                                                   |                                                                         |
| Rätta virket                          | Mark Berger, Thomas Scott, Randy Thom och David MacMillan                         |                                                                         |
| Vargarnas land                        | Alan Splet, Todd Boekelheide, Randy Thom och David Parker                         |                                                                         |
| Jedins återkomst                      | Ben Burtt, Garry Summers, Randy Thom och Tony Dawe                                |                                                                         |
| Ömhetsbevis                           | Donald O. Mitchell, Rick Kline, Kevin O'Connell och James R. Alexander            |                                                                         |
| War Games                             | Michael J. Kohut, Carlos Delarios, Aaron Rochin och Willie D. Burton              |                                                                         |
| 1984 (57:e)                           |                                                                                   |                                                                         |
| Amadeus                               | Mark Berger, Thomas Scott, Todd Boekelheide och Christopher Newman                |                                                                         |
| 2010                                  | Michael J. Kohut, Aaron Rochin, Carlos Delarios och Gene S. Cantamessa            |                                                                         |
| Dune                                  | Bill Varney, Steve Maslow, Kevin O'Connell och Nelson Stoll                       |                                                                         |
| En färd till Indien                   | Graham V. Hartstone, Nicolas Le Messurier, Michael A. Carter och John W. Mitchell |                                                                         |
| Floden                                | Nick Alphin, Robert Thirlwell, Richard Portman och David M. Ronne                 |                                                                         |
| 1985 (58:e)                           |                                                                                   |                                                                         |
| Mitt Afrika                           | Chris Jenkins, Gary Alexander, Larry Stensvold och Peter Handford                 |                                                                         |
| Tillbaka till framtiden               | Bill Varney, B. Tennyson Sebastian II, Robert Thirlwell och William B. Kaplan     |                                                                         |
| A Chorus Line                         | Donald O. Mitchell, Michael Minkler, Gerry Humphreys och Christopher Newman       |                                                                         |
| Ladyhawke                             | Les Fresholtz, Rick Alexander, Vern Poore och Bud Alper                           |                                                                         |
| Silverado                             | Donald O. Mitchell, Rick Kline, Kevin O'Connell och David M. Ronne                |                                                                         |
| 1986 (59:e)                           |                                                                                   |                                                                         |
| Plutonen                              | John Wilkinson, Richard D. Rogers, Charles Grenzbach och Simon Kaye               |                                                                         |
| Aliens - Återkomsten                  | Graham V. Hartstone, Nicolas Le Messurier, Michael A. Carter och Roy Charman      |                                                                         |
| Heartbreak Ridge                      | Les Fresholtz, Rick Alexander, Vern Poore och Bill Nelson                         |                                                                         |
| Star Trek IV – Resan hem              | Terry Porter, David J. Hudson, Mel Metcalfe och Gene S. Cantamessa                |                                                                         |
| Top Gun                               | Donald O. Mitchell, Kevin O'Connell, Rick Kline och William B. Kaplan             |                                                                         |
| 1987 (60:e)                           |                                                                                   |                                                                         |
| Den siste kejsaren                    | Bill Rowe och Ivan Sharrock                                                       |                                                                         |
| Solens rike                           | Robert Knudson, Don Digirolamo, John Boyd och Tony Dawe                           |                                                                         |
| Dödligt vapen                         | Les Fresholtz, Rick Alexander, Vern Poore och Bill Nelson                         |                                                                         |
| Robocop                               | Michael J. Kohut, Carlos Delarios, Aaron Rochin och Robert Wald                   |                                                                         |
| Häxorna i Eastwick                    | Wayne Artman, Tom Beckert, Tom E. Dahl och Art Rochester                          |                                                                         |
| 1988 (61:a)                           |                                                                                   |                                                                         |
| Bird                                  | Les Fresholtz, Rick Alexander, Vern Poore och Willie D. Burton                    |                                                                         |
| Die Hard                              | Don J. Bassman, Kevin F. Cleary, Richard Overton och Al Overton Jr.               |                                                                         |
| De dimhöljda bergens gorillor         | Andy Nelson, Brian Saunders och Peter Handford                                    |                                                                         |
| Mississippi brinner                   | Robert J. Litt, Elliot Tyson, Rick Kline och Danny Michael                        |                                                                         |
| Vem satte dit Roger Rabbit?           | Robert Knudson, John Boyd, Don Digirolamo och Tony Dawe                           |                                                                         |
| 1989 (62:a)                           |                                                                                   |                                                                         |
| Ärans män                             | Donald O. Mitchell, Gregg Rudloff, Elliot Tyson och Russell Williams II           |                                                                         |
| Avgrunden                             | Don J. Bassman, Kevin F. Cleary, Richard Overton och Lee Orloff                   |                                                                         |
| Black Rain                            | Donald O. Mitchell, Kevin O'Connell, Greg P. Russell och Keith A. Wester          |                                                                         |
| Född den fjärde juli                  | Michael Minkler , Gregory H. Watkins, Wylie Stateman och Tod A. Maitland          |                                                                         |
| Indiana Jones och det sista korståget | Ben Burtt, Gary Summers, Shawn Murphy och Tony Dawke                              |                                                                         |

## 1990-talet
| År                                    | Film                                                                     | Ljudtekniker                                                                |
| 1990 (63:e)                           |                                                                          |                                                                             |
| ------------------------------------- | ------------------------------------------------------------------------ | --------------------------------------------------------------------------- |
| 1990 (63:e)                           | Dansar med vargar                                                        | Russell Williams II, Jeffrey Perkins, Bill W. Benton och Gregory H. Watkins |
| 1990 (63:e)                           | Days of Thunder                                                          | Charles M. Wilborn, Donald O. Mitchell, Rick Kline och Kevin O'Connell      |
| 1990 (63:e)                           | Dick Tracy                                                               | Thomas Causey, Chris Jenkins, David E. Campbell och Doug Hemphill           |
| 1990 (63:e)                           | Jakten på Röd Oktober                                                    | Richard Bryce Goodman, Richard Overton, Kevin F. Cleary och Don J. Bassman  |
| 1990 (63:e)                           | Total Recall                                                             | Nelson Stoll, Michael J. Kohut, Carlos Delarios och Aaron Rochin            |
| 1991 (64:e)                           |                                                                          |                                                                             |
| Terminator 2 - Domedagen              | Tom Johnson, Gary Rydstrom, Gary Summers och Lee Orloff                  |                                                                             |
| Eldstorm                              | Gary Summers, Randy Thom, Gary Rydstrom och Glenn Williams               |                                                                             |
| Skönheten och odjuret                 | Terry Porter, Mel Metcalfe, David J. Hudson och Doc Kane                 |                                                                             |
| JFK                                   | Michael Minkler, Gregg Landaker och Tod A. Maitland                      |                                                                             |
| När lammen tystnar                    | Tom Fleischman och Christopher Newman                                    |                                                                             |
| 1992 (65:e)                           |                                                                          |                                                                             |
| Den siste mohikanen                   | Chris Jenkins, Doug Hemphill, Mark Smith och Simon Kaye                  |                                                                             |
| Aladdin                               | Terry Porter, Mel Metcalfe, David J. Hudson och Doc Kane                 |                                                                             |
| På heder och samvete                  | Kevin O'Connell, Rick Kline och Robert Eber                              |                                                                             |
| Under belägring                       | Donald O. Mitchell, Frank A. Montaño, Rick Hart och Scott D. Smith       |                                                                             |
| De skoningslösa                       | Les Fresholtz, Vern Poore, Rick Alexander och Rob Young                  |                                                                             |
| 1993 (66:e)                           |                                                                          |                                                                             |
| Jurassic Park                         | Gary Summers, Gary Rydstrom, Shawn Murphy och Ron Judkins                |                                                                             |
| Cliffhanger                           | Michael Minkler, Bob Beemer och Tim Cooney                               |                                                                             |
| Jagad                                 | Donald O. Mitchell, Michael Herbick, Frank A. Montaño och Scott D. Smith |                                                                             |
| Geronimo                              | Chris Carpenter, Doug Hemphill, Bill W. Benton och Lee Orloff            |                                                                             |
| Schindler's List                      | Andy Nelson, Steve Pederson, Scott Millan och Ron Judkins                |                                                                             |
| 1994 (67:e)                           |                                                                          |                                                                             |
| Speed                                 | Gregg Landaker, Steve Maslow, Bob Beemer och David R. B. MacMillan       |                                                                             |
| Påtaglig fara                         | Donald O. Mitchell, Michael Herbick, Frank A. Montaño och Art Rochester  |                                                                             |
| Forrest Gump                          | Randy Thom, Tom Johnson, Dennis S. Sands och William B. Kaplan           |                                                                             |
| Höstlegender                          | Paul Massey, David E. Campbell, Chris David och Douglas Ganton           |                                                                             |
| Nyckeln till frihet                   | Robert J. Litt, Elliot Tyson, Michael Herbick och Willie D. Burton       |                                                                             |
| 1995 (68:e)                           |                                                                          |                                                                             |
| Apollo 13                             | Rick Dior, Steve Pederson, Scott Millan och David MacMillan              |                                                                             |
| Batman Forever                        | Donald O. Mitchell, Frank A. Montaño, Michael Herbick och Petur Hliddal  |                                                                             |
| Braveheart                            | Andy Nelson, Scott Millan, Anna Behlmer och Brian Simmons                |                                                                             |
| Rött hav                              | Kevin O'Connell, Rick Kline, Gregory H. Watkins och William B. Kaplan    |                                                                             |
| Waterworld                            | Steve Maslow, Gregg Landaker och Keith A. Wester                         |                                                                             |
| 1996 (69:e)                           |                                                                          |                                                                             |
| Den engelske patienten                | Walter Murch, Mark Berger, David Parker och Christopher Newman           |                                                                             |
| Evita                                 | Andy Nelson, Anna Behlmer och Ken Weston                                 |                                                                             |
| Independence Day                      | Chris Carpenter, Bill W. Benton, Bob Beemer och Jeff Wexler              |                                                                             |
| The Rock                              | Kevin O'Connell, Greg P. Russell och Keith A. Wester                     |                                                                             |
| Twister                               | Steve Maslow, Gregg Landaker, Kevin O'Connell och Geoffrey Patterson     |                                                                             |
| 1997 (70:e)                           |                                                                          |                                                                             |
| Titanic                               | Gary Rydstrom, Gary Summers, Tom Johnson och Mark Ulano                  |                                                                             |
| Air Force One                         | Paul Massey, Rick Kline, Doug Hemphill och Keith A. Wester               |                                                                             |
| Con Air                               | Kevin O'Connell, Greg P. Russell och Art Rochester                       |                                                                             |
| Kontakt                               | Randy Thom, Tom Johnson, Dennis S. Sands och William B. Kaplan           |                                                                             |
| L.A. konfidentiellt                   | Andy Nelson, Anna Behlmer och Kirk Francis                               |                                                                             |
| 1998 (71:a)                           |                                                                          |                                                                             |
| Rädda menige Ryan                     | Gary Rydstrom, Gary Summers, Andy Nelson och Ron Judkins                 |                                                                             |
| Armageddon                            | Kevin O'Connell, Greg P. Russell och Keith A. Wester                     |                                                                             |
| Zorro – Den maskerade hämnaren        | Kevin O'Connell, Greg P. Russell och Pud Cusack                          |                                                                             |
| Shakespeare in Love                   | Robin O'Donoghue, Dominic Lester och Peter Glossop                       |                                                                             |
| Den tunna röda linjen                 | Andy Nelson , Anna Behlmer och Paul 'Salty' Brincat                      |                                                                             |
| 1999 (72:a)                           |                                                                          |                                                                             |
| Matrix                                | John Reitz, Gregg Rudloff, David E. Campbell och David Lee               |                                                                             |
| Den gröna milen                       | Robert J. Litt, Elliot Tyson, Michael Herbick och Willie D. Burton       |                                                                             |
| The Insider                           | Andy Nelson, Doug Hemphill och Lee Orloff                                |                                                                             |
| Mumien                                | Leslie Shatz, Chris Carpenter, Rick Kline och Chris Munro                |                                                                             |
| Star Wars: Episod I – Det mörka hotet | Gary Rydstrom, Tom Johnson, Shawn Murphy och John Midgley                |                                                                             |

## 2000-talet
| År                                                   | Film                                                                      | Ljudtekniker                                                        |
| 2000 (73:e)                                          |                                                                           |                                                                     |
| ---------------------------------------------------- | ------------------------------------------------------------------------- | ------------------------------------------------------------------- |
| 2000 (73:e)                                          | Gladiator                                                                 | Scott Millan, Bob Beemer och Ken Weston                             |
| 2000 (73:e)                                          | Cast Away                                                                 | Randy Thom, Tom Johnson, Dennis S. Sands och William B. Kaplan      |
| 2000 (73:e)                                          | Patrioten                                                                 | Kevin O'Connell, Greg P. Russell och Lee Orloff                     |
| 2000 (73:e)                                          | Den perfekta stormen                                                      | John T. Reitz, Gregg Rudloff, David E. Campbell och Keith A. Wester |
| 2000 (73:e)                                          | U-571                                                                     | Steve Maslow, Gregg Landaker, Rick Kline och Ivan Sharrock          |
| 2001 (74:e)                                          |                                                                           |                                                                     |
| Black Hawk Down                                      | Michael Minkler, Myron Nettinga och Chris Munro                           |                                                                     |
| Amelie från Montmartre                               | Vincent Arnardi, Guillaume Leriche och Jean Umansky                       |                                                                     |
| Sagan om ringen                                      | Christopher Boyes, Michael Semanick, Gethin Creagh och Hammond Peek       |                                                                     |
| Moulin Rouge!                                        | Andy Nelson, Anna Behlmer, Roger Savage och Guntis Sics                   |                                                                     |
| Pearl Harbor                                         | Greg P. Russell, Peter J. Devlin och Kevin O'Connell                      |                                                                     |
| 2002 (75:e)                                          |                                                                           |                                                                     |
| Chicago                                              | Michael Minkler, Dominic Tavella och David Lee                            |                                                                     |
| Gangs of New York                                    | Tom Fleischman, Eugene Gearty och Ivan Sharrock                           |                                                                     |
| Sagan om de två tornen                               | Christopher Boyes, Michael Semanick, Michael Hedges och Hammond Peek      |                                                                     |
| Road to Perdition                                    | Scott Millan, Bob Beemer och John Pritchett                               |                                                                     |
| Spider-Man                                           | Kevin O'Connell, Greg P. Russell och Ed Novick                            |                                                                     |
| 2003 (76:e)                                          |                                                                           |                                                                     |
| Sagan om konungens återkomst                         | Christopher Boyes, Michael Semanick, Michael Hedges och Hammond Peek      |                                                                     |
| Den siste samurajen                                  | Andy Nelson, Anna Behlmer och Jeff Wexler                                 |                                                                     |
| Master and Commander – Bortom världens ände          | Paul Massey, Doug Hemphill och Art Rochester                              |                                                                     |
| Pirates of the Caribbean: Svarta Pärlans förbannelse | Christopher Boyes, David Parker, David E. Campbell och Lee Orloff         |                                                                     |
| Seabiscuit                                           | Andy Nelson, Anna Behlmer och Tod A. Maitland                             |                                                                     |
| 2004 (77:e)                                          |                                                                           |                                                                     |
| Ray                                                  | Scott Millan, Greg Orloff, Bob Beemer och Steve Cantamessa                |                                                                     |
| The Aviator                                          | Tom Fleischman och Petur Hliddal                                          |                                                                     |
| Superhjältarna                                       | Randy Thom, Gary Rizzo och Doc Kane                                       |                                                                     |
| Polarexpressen                                       | William B. Kaplan, Randy Thom, Tom Johnson och Dennis S. Sands            |                                                                     |
| Spider-Man 2                                         | Kevin O'Connell, Greg P. Russell, Jeffrey J. Haboush och Joseph Geisinger |                                                                     |
| 2005 (78:e)                                          |                                                                           |                                                                     |
| King Kong                                            | Christopher Boyes, Michael Semanick, Michael Hedges och Hammond Peek      |                                                                     |
| Berättelsen om Narnia: Häxan och lejonet             | Terry Porter, Dean A. Zupancic och Tony Johnson                           |                                                                     |
| En geishas memoarer                                  | Kevin O'Connell, Greg P. Russell, Rick Kline och John Pritchett           |                                                                     |
| Walk the Line                                        | Paul Massey, Doug Hemphill och Peter Kurland                              |                                                                     |
| Världarnas krig                                      | Andy Nelson, Anne Behlmer och Ronald Judkins                              |                                                                     |
| 2006 (79:e)                                          |                                                                           |                                                                     |
| Dreamgirls                                           | Michael Minkler, Bob Beemer och Willie D. Burton                          |                                                                     |
| Apocalypto                                           | Kevin O'Connell, Greg P. Russell och Fernando Cámara                      |                                                                     |
| Blood Diamond                                        | Andy Nelson, Anna Behlmer och Ivan Sharrock                               |                                                                     |
| Flags of Our Fathers                                 | John T. Reitz, David E. Campbell, Gregg Rudloff och Walt Martin           |                                                                     |
| Pirates of the Caribbean: Död mans kista             | Paul Massey, Christopher Boyes och Lee Orloff                             |                                                                     |
| 2007 (80:e)                                          |                                                                           |                                                                     |
| The Bourne Ultimatum                                 | Kirk Francis, Scott Millan och David Parker                               |                                                                     |
| No Country for Old Men                               | Craig Berkey, Peter Kurland, Skip Lievsay och Greg Orloff                 |                                                                     |
| Råttatouille                                         | Doc Kane, Michael Semanick och Randy Thom                                 |                                                                     |
| 3:10 to Yuma                                         | David Giammarco, Paul Massey och Jim Stuebe                               |                                                                     |
| Transformers                                         | Peter J. Devlin, Kevin O'Connell och Greg P. Russell                      |                                                                     |
| 2008 (81:a)                                          |                                                                           |                                                                     |
| Slumdog Millionaire                                  | Resul Pookutty, Richard Pryke och Ian Tapp                                |                                                                     |
| Benjamin Buttons otroliga liv                        | David Parker, Michael Semanick, Ren Klyce och Mark Weingarten             |                                                                     |
| The Dark Knight                                      | Lora Hirschberg, Gary Rizzo och Ed Novick                                 |                                                                     |
| WALL-E                                               | Tom Myers, Michael Semanick och Ben Burtt                                 |                                                                     |
| Wanted                                               | Chris Jenkins, Frank A. Montaño och Petr Forejt                           |                                                                     |
| 2009 (82:a)                                          |                                                                           |                                                                     |
| The Hurt Locker                                      | Paul Ottosson och Ray Beckett                                             |                                                                     |
| Avatar                                               | Christopher Boyes, Gary Summers, Andy Nelson och Tony Johnson             |                                                                     |
| Inglourious Basterds                                 | Michael Minkler, Tony Lamberti och Mark Ulano                             |                                                                     |
| Star Trek                                            | Anna Behlmer, Andy Nelson och Peter J. Devlin                             |                                                                     |
| Transformers: De besegrades hämnd                    | Greg P. Russell, Gary Summers och Geoffrey Patterson                      |                                                                     |

## 2010-talet
| År          | Film                                      | Ljudtekniker                                                          |
| ----------- | ----------------------------------------- | --------------------------------------------------------------------- |
| 2010 (83:e) | Inception                                 | Lora Hirschberg, Gary A. Rizzo och Ed Novick                          |
| 2010 (83:e) | The King's Speech                         | Paul Hamblin, Martin Jensen och John Midgley                          |
| 2010 (83:e) | Salt                                      | Jeffrey J. Haboush, Greg P. Russell, Scott Millan och William Sarokin |
| 2010 (83:e) | Social Network                            | Ren Klyce, David Parker, Michael Semanick och Mark Weingarten         |
| 2010 (83:e) | True Grit                                 | Skip Lievsay, Craig Berkey, Greg Orloff och Peter F. Kurland          |
| 2011 (84:e) | Hugo Cabret                               | Tom Fleischman och John Midgley                                       |
| 2011 (84:e) | The Girl with the Dragon Tattoo           | David Parker, Michael Semanick, Ren Klyce och Bo Persson              |
| 2011 (84:e) | Moneyball                                 | Deb Adair, Ron Bochar, David Giammarco och Ed Novick                  |
| 2011 (84:e) | Transformers: Dark of the Moon            | Greg P. Russell, Gary Summers, Jeffrey J. Haboush och Peter J. Devlin |
| 2011 (84:e) | War Horse                                 | Gary Rydstrom, Andy Nelson, Tom Johnson och Stuart Wilson             |
| 2012 (85:e) | Les Misérables                            | Andy Nelson, Mark Paterson och Simon Hayes                            |
| 2012 (85:e) | Argo                                      | John Reitz, Gregg Rudloff, och Jose Antonio Garcia                    |
| 2012 (85:e) | Berättelsen om Pi                         | Ron Bartlett, D. M. Hemphill och Drew Kunin                           |
| 2012 (85:e) | Lincoln                                   | Andy Nelson, Gary Rydstrom och Ronald Judkins                         |
| 2012 (85:e) | Skyfall                                   | Scott Millan, Greg P. Russell och Stuart Wilson                       |
| 2013 (86:e) | Gravity                                   | Skip Lievsay, Niv Adiri, Christopher Benstead och Chris Munro         |
| 2013 (86:e) | Captain Phillips                          | Chris Burdon, Mark Taylor, Mike Prestwood Smith och Chris Munro       |
| 2013 (86:e) | Hobbit: Smaugs ödemark                    | Christopher Boyes, Michael Hedges, Michael Semanick och Tony Johnson  |
| 2013 (86:e) | Inside Llewyn Davis                       | Skip Lievsay, Greg Orloff och Peter F. Kurland                        |
| 2013 (86:e) | Lone Survivor                             | Andy Koyama, Beau Borders och David Brownlow                          |
| 2014 (87:e) | Whiplash                                  | Craig Mann, Ben Wilkins och Thomas Curley                             |
| 2014 (87:e) | American Sniper                           | John Reitz, Gregg Rudloff och Walt Martin (postumt)                   |
| 2014 (87:e) | Birdman                                   | Jon Taylor, Frank A. Montaño och Thomas Varga                         |
| 2014 (87:e) | Interstellar                              | Gary A. Rizzo, Gregg Landaker och Mark Weingarten                     |
| 2014 (87:e) | Unbroken                                  | Jon Taylor, Frank A. Montaño och David Lee                            |
| 2015 (88:e) | Mad Max: Fury Road                        | Chris Jenkins, Gregg Rudloff och Ben Osmo                             |
| 2015 (88:e) | The Martian                               | Paul Massey, Mark Taylor och Mac Ruth                                 |
| 2015 (88:e) | The Revenant                              | Jon Taylor, Frank A. Montaño, Randy Thom och Chris Duesterdiek        |
| 2015 (88:e) | Spionernas bro                            | Andy Nelson, Gary Rydstrom och Drew Kunin                             |
| 2015 (88:e) | Star Wars: The Force Awakens              | Andy Nelson, Christopher Scarabosio och Stuart Wilson                 |
| 2016 (89:e) | Hacksaw Ridge                             | Kevin O'Connell, Andy Wright, Robert Mackenzie och Peter Grace        |
| 2016 (89:e) | 13 Hours: The Secret Soldiers of Benghazi | Greg P. Russell, Gary Summers, Jeffrey J. Haboush och Mac Ruth        |
| 2016 (89:e) | Arrival                                   | Bernard Gariépy Strobl och Claude La Haye                             |
| 2016 (89:e) | La La Land                                | Andy Nelson, Ai-Ling Lee och Steve A. Morrow                          |
| 2016 (89:e) | Rogue One: A Star Wars Story              | David Parker, Christopher Scarabosio och Stuart Wilson                |
| 2017 (90:e) | Dunkirk                                   | Mark Weingarten, Gregg Landaker och Gary Rizzo                        |
| 2017 (90:e) | Baby Driver                               | Julian Slater, Tim Cavagin och Mary H. Ellis                          |
| 2017 (90:e) | Blade Runner 2049                         | Ron Bartlett, Doug Hemphill och Mac Ruth                              |
| 2017 (90:e) | The Shape of Water                        | Christian T. Cooke, Brad Zoern och Glen Gauthier                      |
| 2017 (90:e) | Star Wars: The Last Jedi                  | David Parker, Michael Semanick, Ren Klyce och Stuart Wilson           |
| 2018 (91:a) | Bohemian Rhapsody                         | Paul Massey, Tim Cavagin och John Casali                              |
| 2018 (91:a) | Black Panther                             | Steve Boeddeker, Brandon Proctor och Peter J. Devlin                  |
| 2018 (91:a) | First Man                                 | Jon Taylor, Frank A. Montaño, Ai-Ling Lee och Mary H. Ellis           |
| 2018 (91:a) | Roma                                      | Skip Lievsay, Craig Henighan och José Antonio García                  |
| 2018 (91:a) | A Star Is Born                            | Tom Ozanich, Dean A. Zupancic, Jason Ruder och Steven Morrow          |
| 2019 (92:a) | 1917                                      | Mark Taylor och Stuart Wilson                                         |
| 2019 (92:a) | Ad Astra                                  | Gary Rydstrom, Tom Johnson och Mark Ulano                             |
| 2019 (92:a) | Joker                                     | Tom Ozanich, Dean A. Zupancic och Tod A. Maitland                     |
| 2019 (92:a) | Le Mans '66                               | Paul Massey, David Giammarco och Steven Morrow                        |
| 2019 (92:a) | Once Upon a Time in Hollywood             | Michael Minkler, Christian P. Minkler och Mark Ulano                  |

## 2020-talet
| År             | Film                                          | Ljudtekniker                                                                                                |
| -------------- | --------------------------------------------- | --- |
| 2020/21 (93:e) | Sound of Metal                                | Jaime Baksht, Nicolas Becker, Philip Bladh, Carlos Cortés och Michelle Couttolenc                           |
| 2020/21 (93:e) | Greyhound                                     | Beau Borders, Michael Minkler, Warren Shaw och David Wyman                                                  |
| 2020/21 (93:e) | Mank                                          | Ren Klyce, Drew Kunin, Jeremy Molod, Nathan Nance och David Parker                                          |
| 2020/21 (93:e) | News of the World                             | William Miller, John Pritchett, Mike Prestwood Smith och Oliver Tarney                                      |
| 2020/21 (93:e) | Själen                                        | Coya Elliot, Ren Klyce och David Parker                                                                     |
| 2021 (94:e)    | Dune                                          | Mac Ruth, Mark Mangini, Theo Green, Doug Hemphill, Ron Bartlett                                             |
| 2021 (94:e)    | Belfast                                       | Denise Yarde, Simon Chase, James Mather och Niv Adiri                                                       |
| 2021 (94:e)    | No Time to Die                                | Simon Hayes, Oliver Tarney, James Harrison, Paul Massey och Mark Taylor                                     |
| 2021 (94:e)    | The Power of the Dog                          | Richard Flynn, Robert Mackenzie och Tara Webb                                                               |
| 2021 (94:e)    | West Side Story                               | Tod A. Maitland, Gary Rydstrom, Brian Chumney, Andy Nelson och Shawn Murphy                                 |
| 2022 (95:e)    | Top Gun: Maverick                             | Mark Weingarten, James H. Mather, Al Nelson, Chris Burdon och Mark Taylor                                   |
| 2022 (95:e)    | Avatar: The Way of Water                      | Julian Howarth, Gwendolyn Yates Whittle, Dick Bernstein, Christopher Boyes, Gary Summers och Michael Hedges |
| 2022 (95:e)    | The Batman                                    | Stuart Wilson, William Files, Douglas Murray och Andy Nelson                                                |
| 2022 (95:e)    | Elvis                                         | David Lee, Wayne Pashley, Andy Nelson och Michael Keller                                                    |
| 2022 (95:e)    | På västfronten intet nytt                     | Viktor Prášil, Frank Kruse, Markus Stemler, Lars Ginzel och Stefan Korte                                    |
| 2023 (96:e)    | The Zone of Interest                          | Johnnie Burn och Tarn Willers                                                                               |
| 2023 (96:e)    | The Creator                                   | Ian Voigt, Erik Aadahl, Ethan Van der Ryn, Tom Ozanich och Dean Zupancic                                    |
| 2023 (96:e)    | Maestro                                       | Richard King, Steve Morrow, Tom Ozanich, Jason Ruder och Dean Zupancic                                      |
| 2023 (96:e)    | Mission: Impossible – Dead Reckoning Part One | Chris Munro, James H. Mather, Chris Burdon och Mark Taylor                                                  |
| 2023 (96:e)    | Oppenheimer                                   | Willie Burton, Richard King, Kevin O'Connell och Gary A. Rizzo                                              |
| 2024 (97:e)    | Dune: Part Two                                | Gareth John, Richard King, Ron Bartlett och Doug Hemphill                                                   |
| 2024 (97:e)    | A Complete Unknown                            | Tod A. Maitland, Donald Sylvester, Ted Caplan, Paul Massey och David Giammarco                              |
| 2024 (97:e)    | Emilia Pérez                                  | Erwan Kerzanet, Aymeric Devoldère, Maxence Dussère, Cyril Holtz och Niels Barletta                          |
| 2024 (97:e)    | Wicked                                        | Simon Hayes, Nancy Nugent Title, Jack Dolman, Andy Nelson och John Marquis                                  |
| 2024 (97:e)    | Den vilda roboten                             | Randy Thom, Brian Chumney, Gary A. Rizzo och Leff Lefferts                                                  |